# Balístids

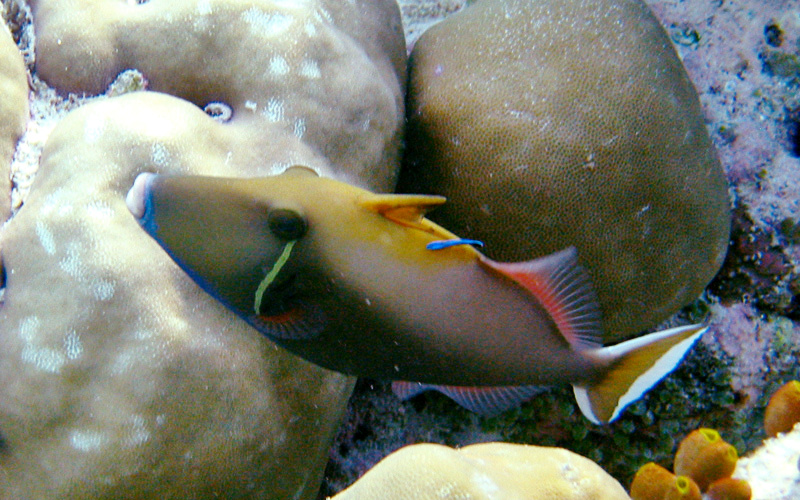
Sufflamen chrysopterum fotografiat a les Maldives.

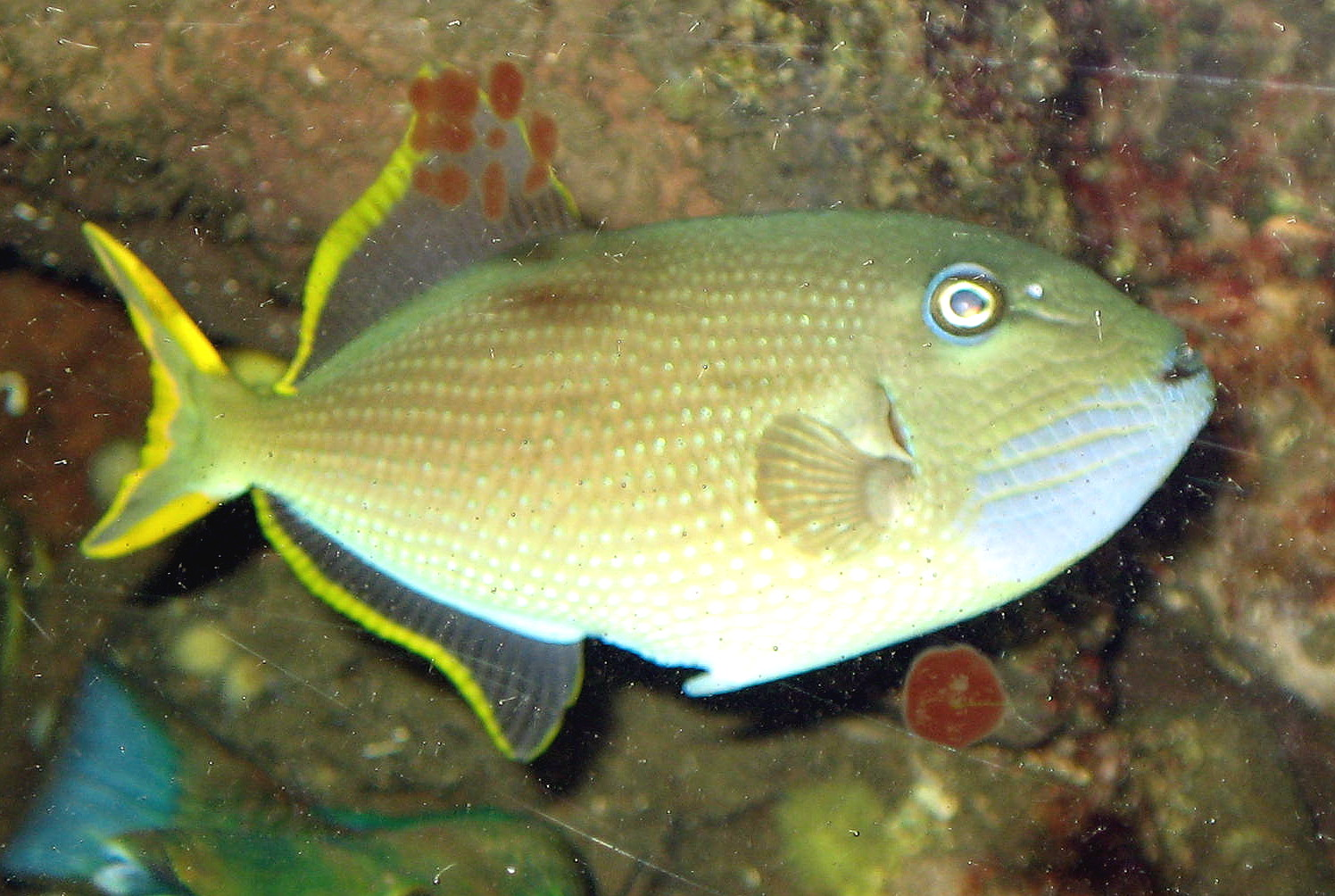
Xanthichthys auromarginatus

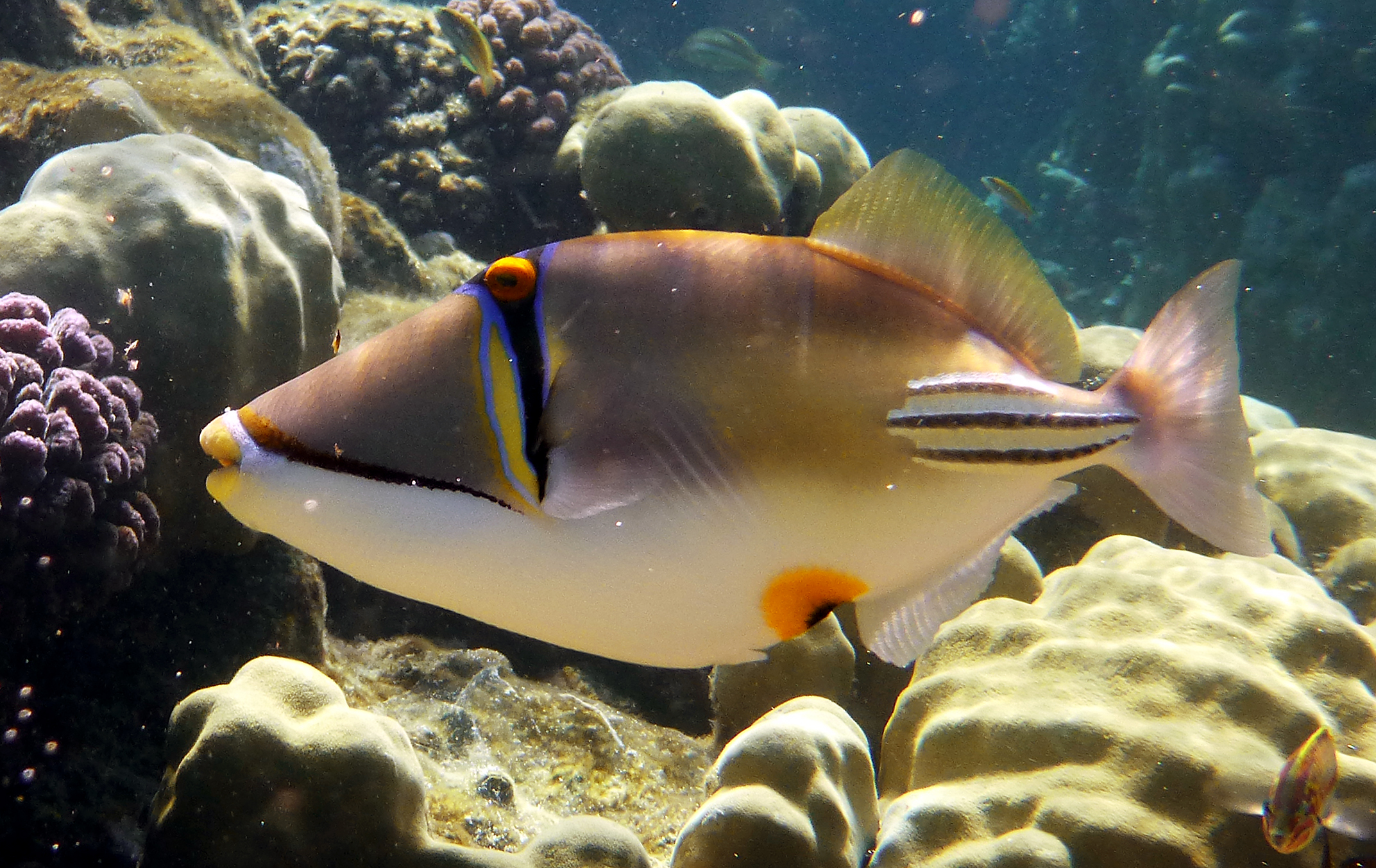
Rhinecanthus assasi

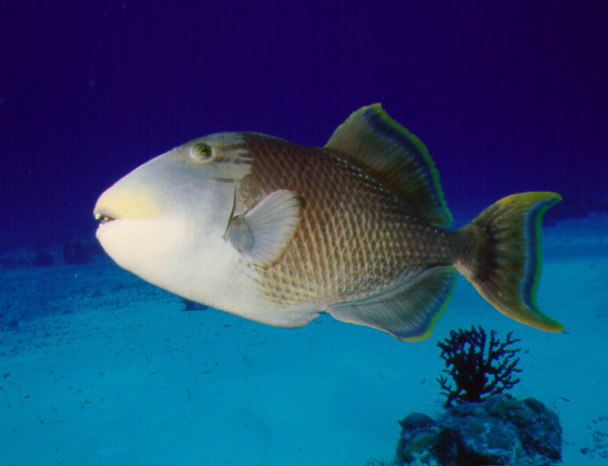
Pseudobalistes flavimarginatus fotografiat a l'oceà Índic.

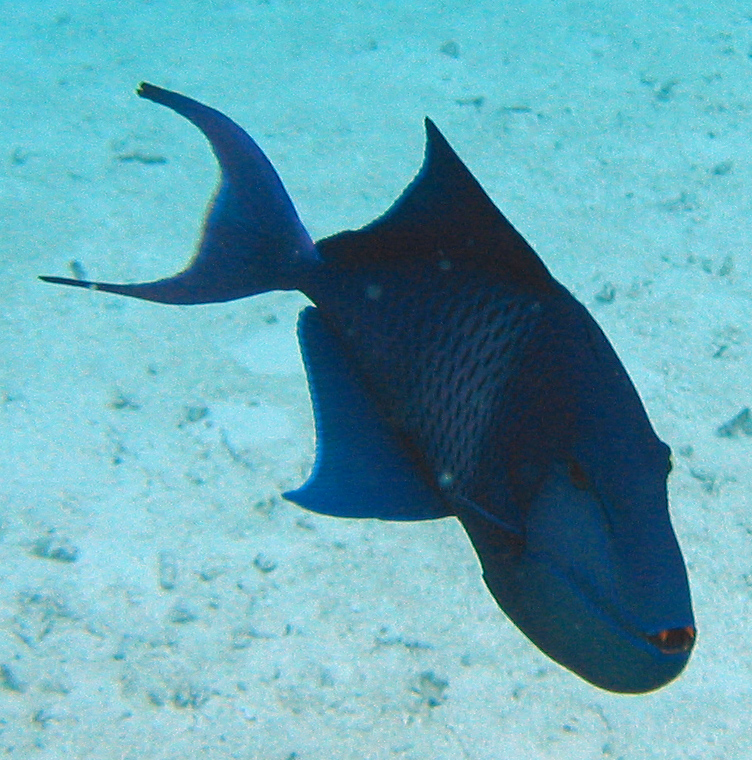
Ballesta de dents roges (Odonus niger) fotografiada a les Maldives.

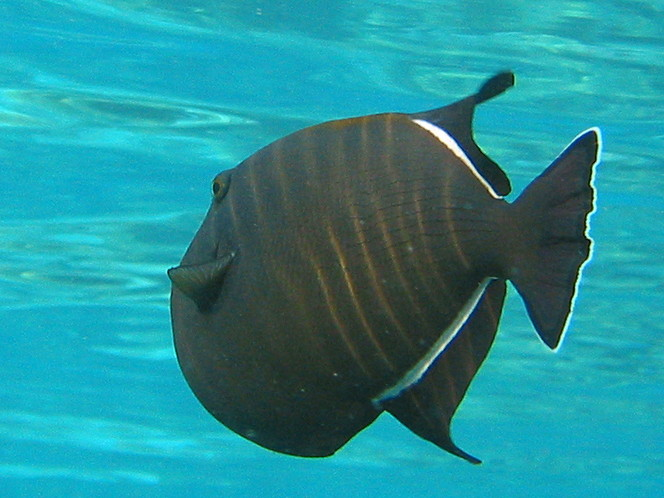
Melichthys niger fotografiat a les Maldives.

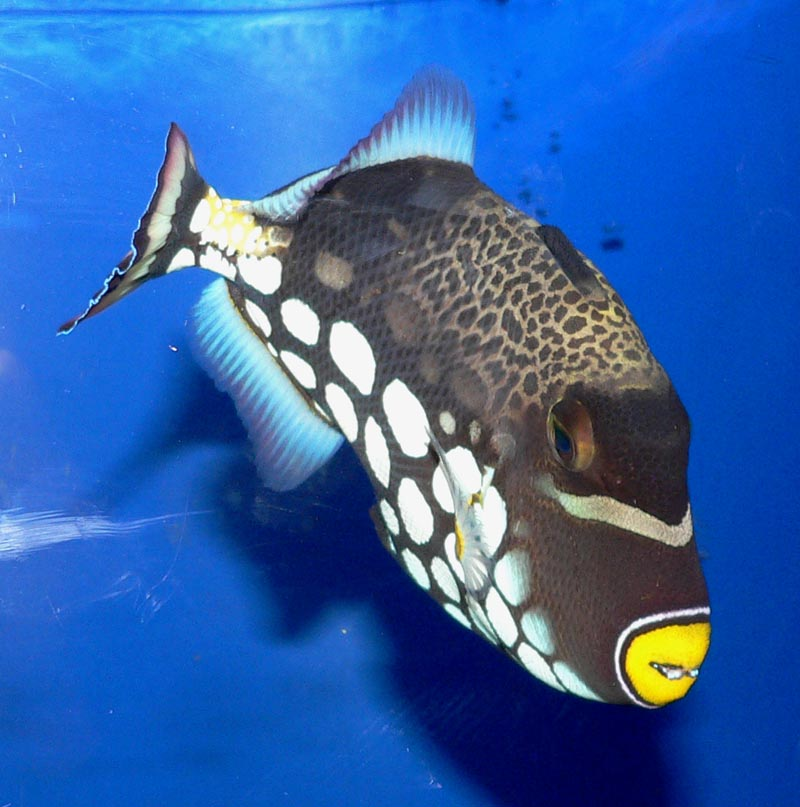
Balistoides conspicillum

Els balístids (Balistidae) són una família de peixos teleostis marins de l'ordre dels tetraodontiformes que comprèn les ballestes.

## Morfologia
- Segons les espècies poden fer entre 20 i 90 cm de llargària total.
- Tenen el cos ovalat, alt i comprimit.
- Tenen 18 vèrtebres.
- Els seus ulls petits, situats a dalt del voluminós cap, poden moure's independentment l'un de l'altre.
- La boca és petita, però disposa d'unes dents grosses, fortes i soldades que li donen una forma de bec.
- La pell és dura i coriàcia.
- La primera aleta dorsal es troba inserida dins un solc.
- El peduncle caudal és estret.[1]

## Reproducció
Dipositen els ous en un petit forat del fons marí. Algunes espècies, més les femelles que no pas els mascles, els protegeixen després de la posta contra els intrusos (fins i tot, d'una manera agressiva contra els bussejadors).

## Alimentació
Segons les espècies mengen equinoderms, mol·luscs, plàncton o algues.

## Distribució geogràfica
Són propis de les mars i oceans de clima tropical o temperat (Atlàntic, Mediterrània, Índic i Pacífic).

## Costums
- Són de natació lenta i es deixen arrossegar sovint pels corrents marins.[3]
- La majoria d'espècies són solitàries i diürnes.

## Gèneresiespècies
- Gènere Abalistes (Bloch i Schneider, 1801)
  - Abalistes stellaris
- Gènere Balistapus (Tilesius, 1820)
  - Balistapus undulatus
- Gènere Balistes (Linnaeus, 1758)
  - Balistes capriscus
  - Balistes ellioti
  - Balistes polylepis
  - Balistes punctatus
  - Balistes rotundatus
  - Balistes vetula
  - Balistes willughbeii
- Gènere Balistoides (Fraser-Brunner, 1935)
  - Balistoides conspicillum
  - Balistoides viridescens
- Gènere Canthidermis (Swainson, 1839)
  - Canthidermis maculata
  - Canthidermis macrolepis
  - Canthidermis sufflamen
- Gènere Melichthys (Swainson, 1839)
  - Melichthys indicus
  - Melichthys niger
  - Melichthys vidua
- Gènere Odonus (Gistel, 1848)
  - Odonus niger
- Gènere Pseudobalistes (Bleeker, 1865)
  - Pseudobalistes flavomarginatus
  - Pseudobalistes fuscus
  - Pseudobalistes naufragium
- Gènere Rhinecanthus (Swainson, 1839)
  - Rhinecanthus abyssus
  - Rhinecanthus aculeatus
  - Rhinecanthus assasi
  - Rhinecanthus cinereus
  - Rhinecanthus lunula
  - Rhinecanthus rectangulus
  - Rhinecanthus verrucosus
- Gènere Sufflamen (Jordan, 1916)
  - Sufflamen albicaudatum
  - Sufflamen bursa
  - Sufflamen chrysopterum
  - Sufflamen fraenatum
  - Sufflamen verres
- Gènere Xanthichthys (Kaup "a" Richardson, 1856)
  - Xanthichthys auromarginatus
  - Xanthichthys caeruleolineatus
  - Xanthichthys lineopunctatus
  - Xanthichthys mento
  - Xanthichthys ringens
- Gènere Xenobalistes (Matsuura, 1981)
  - Xenobalistes punctatus
  - Xenobalistes tumidipectoris[4][5][6]